# 馬魯莫峰
46°35′55.1″N 8°57′34.8″E / 46.598639°N 8.959667°E
馬魯莫峰（Pizzo Marumo），是瑞士的山峰，位於該國南部，由提契諾州負責管轄，屬於勒蓬廷山的一部分，該山峰海拔高度2,790米，每年平均降雨量1,929毫米。